# Più duro è, più forte cade
Più duro è, più forte cade (conosciuto anche con il titolo originale The Harder They Come) è un film del 1972, diretto da Perry Henzell, con Jimmy Cliff. Il film è particolarmente conosciuto per la sua colonna sonora, della quale si è detto che "ha portato il reggae al mondo intero". Enormemente popolare in Giamaica, la pellicola ha raggiunto il mercato internazionale, ed è stata definita "probabilmente il film giamaicano più rinomato e uno dei più importanti dell'area caraibica".

## Trama
Alla morte della nonna, con la quale egli abitava nella campagna giamaicana, Ivan si trasferisce nella capitale Kingston per cercare lavoro. Dopo infruttuosi tentativi, egli viene indirizzato verso un predicatore cristiano, della cui figlia adottiva, Elsa, si invaghisce.
Ivan in seguito incide la propria canzone The Harder They Come presso gli studi di un produttore discografico, che si appropria surrettiziamente dei diritti del pezzo. A Ivan non resta che impegnarsi nello spaccio di marijuana. A seguito di ciò egli viene ripetutamente in contrasto con le forze dell'ordine, macchiandosi anche di alcuni delitti nei loro confronti.
In procinto di lasciare il paese e di imbarcarsi verso Cuba, Ivan viene per l'ultima volta braccato dalla polizia, e verosimilmente ucciso nello scontro.

## Produzione
Protagonista del film è il cantante reggae Jimmy Cliff, nella parte di Ivanhoe Martin, un personaggio basato sul criminale giamaicano più noto come Rhyging, che ha acquistato fama negli anni '40. Il titolo di lavorazione era stato inizialmente Rhygin, poi cambiato in Hard Road to Travel ed infine in The Harder They Come, titolo che ha indotto Cliff a comporre la canzone omonima. La storia si basa vagamente sulla vera vita di Rhyging, benché questi non fosse né un musicista né un trafficante di droga.
Prima di questo film, Cliff aveva maturato esperienza come attore solo nell'ambito di recite scolastiche. Nel film fa un cameo il noto musicista ska Cecill Bustamente Campbell.

## Colonna sonora
La colonna sonora del film segna l'inizio della popolarità internazionale del reggae; è stata pubblicata in Inghilterra nel 1972 e nel Nord America nel febbraio 1973. Vi sono incluse le canzoni che Cliff interpreta nel film, e che erano già uscite come singoli in precedenza, con in più la title track ed altri tre pezzi.

## Distribuzione
Il film ha fatto scalpore in Giamaica per la raffigurazione della popolazione nera dell'isola nella vita reale, e per l'uso del patois giamaicano, la lingua creola locale. Secondo Henzell "la reazione del pubblico è stata incredibile quando i neri si sono visti per la prima volta sul grande schermo".
Dopo un'anteprima alla 33ª Mostra internazionale d'arte cinematografica di Venezia nel 1972, il film è uscito l'9 febbraio 1973 negli Stati Uniti, a cura della New World Pictures di Roger Corman, destando poca attenzione. Ha acquisito popolarità dopo la sua presentazione televisiva come midnight movie nell'aprile successivo. La popolarità del film era tuttavia circoscritta all'interno della Giamaica, perché il dialetto locale parlato dai protagonisti lo rendeva "l'unico film nella storia del cinema di lingua inglese a necessitare di sottotitoli negli Stati Uniti".
Nel 2006 la Prassad Corporation ha eseguito il restauro digitale del film, fotogramma per fotogramma (in numero di 14.000), eliminando ogni traccia di polvere, umidità, scalfitture, in modo da restituirne l'aspetto originario.

## Accoglienza
Il film ha avuto apprezzamenti positivi da parte della critica. Sul sito Rotten Tomatoes, a dicembre 2019, il film ha un gradimento del 91% (basato su 33 recensioni).
Roger Ebert del Chicago Sun-Times assegna al film 2 stelle e ½ (su 4), aggiungendo che "il finale del film è una mera esercitazione nell'ordine della trama; il suo inizio e la sua musica avrebbero meritato di più". Lo staff di Variety ritiene che "il film" abbia "un ritmo accattivante e spigoloso, come la musica sincopata dell'isola, ed in più un tema sociale sottostante narrato come in una fiaba".
In Die Zeit del 25 ottobre 1974 si legge: "Questa prima produzione filmica giamaicana (finanziata da Roger Corman) narra l'odissea dell'ingenuo lavoratore agricolo Ivan attraverso gli slum di Kingston. Nel mezzo di preti autoritari, cinici produttori discografici e trafficanti di marijuana, Ivan si fa strada, dopo diversi assassinii di poliziotti, fino a diventare eroe popolare dei bassifondi. Uno studio sociologico realistico realizzato con le tecniche del cinema indipendente underground americano".

## Altri media

### Letteratura
Nel 1980 lo scrittore giamaicano-statunitense Michael Thelwell ha pubblicato un romanzo sul film, mantenendone il titolo, ed inserendovi diversi proverbi giamaicani di cui non si era fatto uso nella pellicola.

### Teatro
Più duro è, più forte cade è stato adattato nel 2005 per un musical (The Harder They Come) a cura del Theatre Royal Stratford East di Stratford (Londra) e di UK Arts International, con un copione con supervisione di Henzell. Lo spettacolo ha debuttato il 25 marzo 2006, utilizzando la colonna sonora originale con un paio di aggiunte, fra cui The Ganja Song, di Geraldine Connor; Rolan Bell impersonava Ivan. L'allestimento si è più avanti trasferito al Playhouse Theatre di Londra, ed in seguito si sono avute repliche a Toronto e a Miami.

### Altro
La traccia Hitz dell'album del 2011 No More Idols dei Chase & Status è basata su un campionamento preso dal film, come pure il pezzo Sunday Dub dei Tino Corp. (inclusa in Tino's Breaks Volume 5 (Dub)). Si fa riferimento al film nella canzone dei Clash The Guns of Brixton (inclusa nell'album del 1979 London Calling); il brano è poi stato fatto oggetto di innumerevoli cover.